# Quận Keweenaw, Michigan

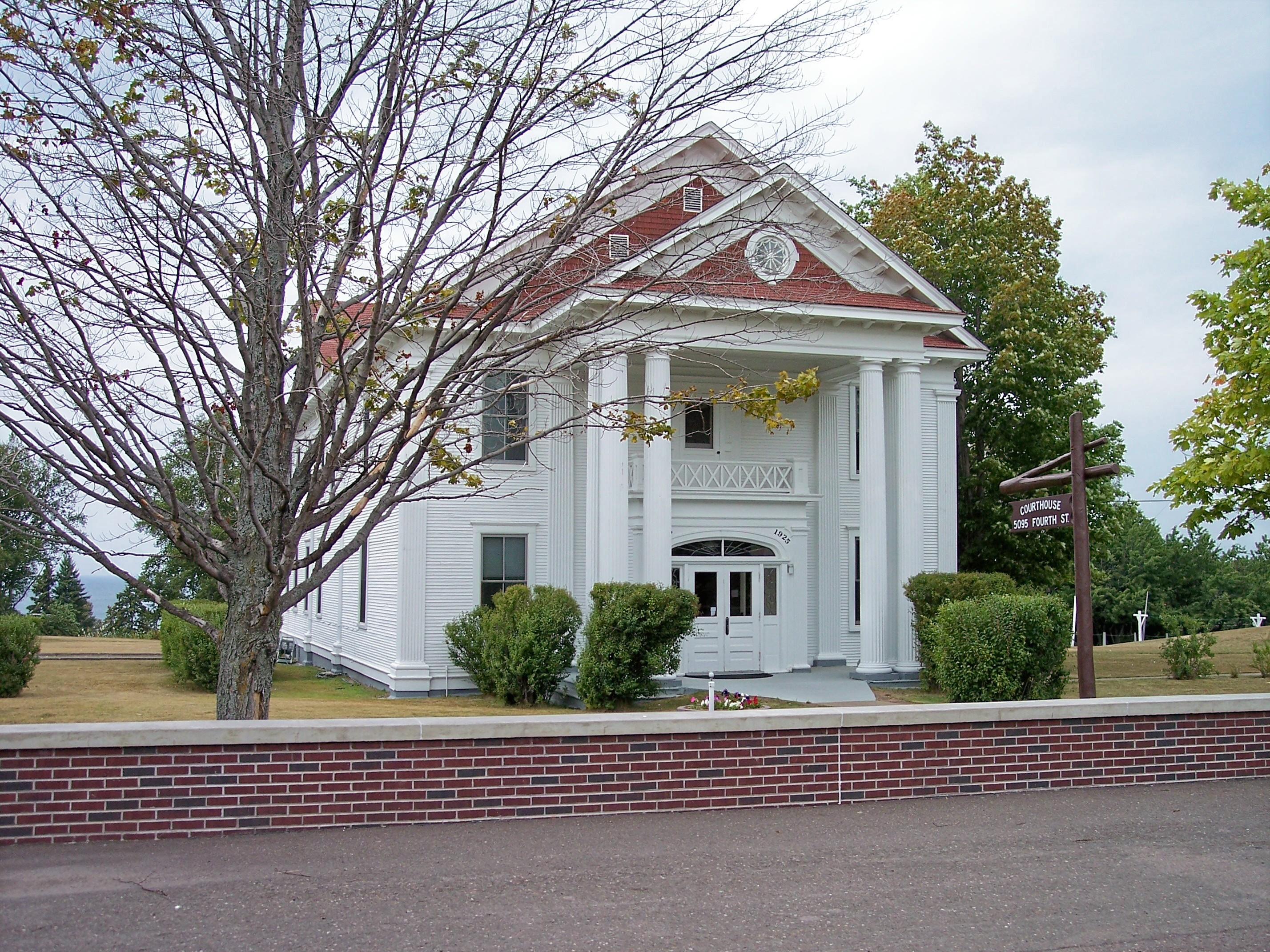
Toà án quận Keweenaw ở Eagle River

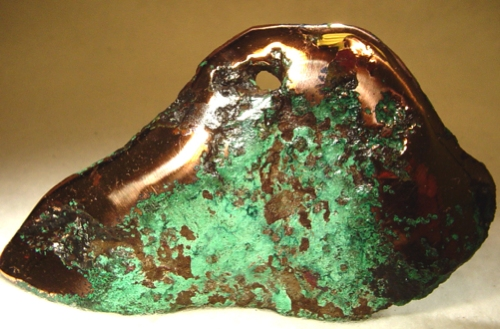
Mẫu đồng khai thác ở quận Keweenaw. Quận này là một nơi khai thác đồng quan trọng vào cuối thế kỷ 19, đầu thế kỷ 20.

Quận Keweenaw một quận thuộc tiểu bang Michigan, Hoa Kỳ. Quận lỵ đóng ở Eagle River.6 Isle Royale thuộc quận này. Theo điều tra dân số năm 2000 của Cục điều tra dân số Hoa Kỳ năm 2000, quận có dân số 2301 người, là quận ít dân nhất bang.

## Địa lý
Theo Cục điều tra dân số Hoa Kỳ, quận có diện tích 15.452 km2, trong đó có 14.051 km2 là diện tích mặt nước.

### Quận giáp ranh
- Quận Alger, Michigan
- Quận Marquette, Michigan
- Quận Ontonagon, Michigan
- Quận Cook, Minnesota

## Nhân khẩu
Theo điều tra dân 2 năm 2000, quận đã có dân số 2.301 người, 998 hộ gia đình, và 604 gia đình sống trong hạt. Mật độ dân số là 4 người trên một dặm vuông (2/km ²). Có 2.327 đơn vị nhà ở với mật độ trung bình là 4 trên một dặm vuông (2/km ²). Các trang điểm chủng tộc của quận đã được 94,96% người da trắng, 3,52% da đen hay Mỹ gốc Phi, 0,13% người Mỹ bản xứ, 0,13% ở châu Á, 0,17% từ các chủng tộc khác, và 1,09% từ hai hoặc nhiều chủng tộc. 0,78% dân số là người Hispanic hay Latino thuộc một chủng tộc nào. 37,0% là gốc Phần Lan 10,1%, Đức, Anh 8,7%, 6,5% và 5,6% người Ý gốc Pháp. 96,5% nói tiếng Anh, Phần Lan 1,8% và 1,3% người nói tiếng Tây Ban Nha là ngôn ngữ đầu tiên của họ.
Có 998 hộ, trong đó 20,90% có trẻ em dưới 18 tuổi sống chung với họ, 51,60% là đôi vợ chồng sống với nhau, 5,70% có một chủ hộ nữ không có mặt chồng, và 39,40% là các gia đình không. 35,80% hộ gia đình đã được tạo ra từ các cá nhân và 17,40% có người sống một mình 65 tuổi hoặc lớn tuổi hơn là người. Cỡ hộ trung bình là 2,13 và cỡ gia đình trung bình là 2,76.
Trong quận, độ tuổi dân số được trải ra với 22,50% dưới độ tuổi 18, 6,40% 18-24, 21,30% 25-44, 29,40% từ 45 đến 64, và 20,30% từ 65 tuổi trở lên người. Độ tuổi trung bình là 45 năm. Đối với mỗi 100 nữ có 116,50 nam giới. Đối với mỗi 100 nữ 18 tuổi trở lên, đã có 104,10 nam giới.
Thu nhập trung bình cho một hộ gia đình trong quận đạt $ 28.140, và thu nhập trung bình cho một gia đình là $ 36.758. Phái nam có thu nhập trung bình $ 27.165 so với 21.667 USD của phái nữ. Thu nhập bình quân đầu người là 16.769 $. Có 7,40% gia đình và 12,70% dân số sống dưới mức nghèo khổ, bao gồm 15,00% những người dưới 18 tuổi và 12,50% của những người 65 tuổi hoặc hơn.